# Hôtel d'Anvers (Dieppe)
L'hôtel d'Anvers est un édifice situé à Dieppe, en France.

## Localisation
L'édifice est situé dans le département français de la Seine-Maritime, sur la commune de Dieppe, au 47-51 quai Henri-IV.

## Historique
Les façades et les toitures sur rue et sur cour, ainsi que le bas-relief sont inscrits au titre des monuments historiques le 8 avril 1991.